# Saab Kockums

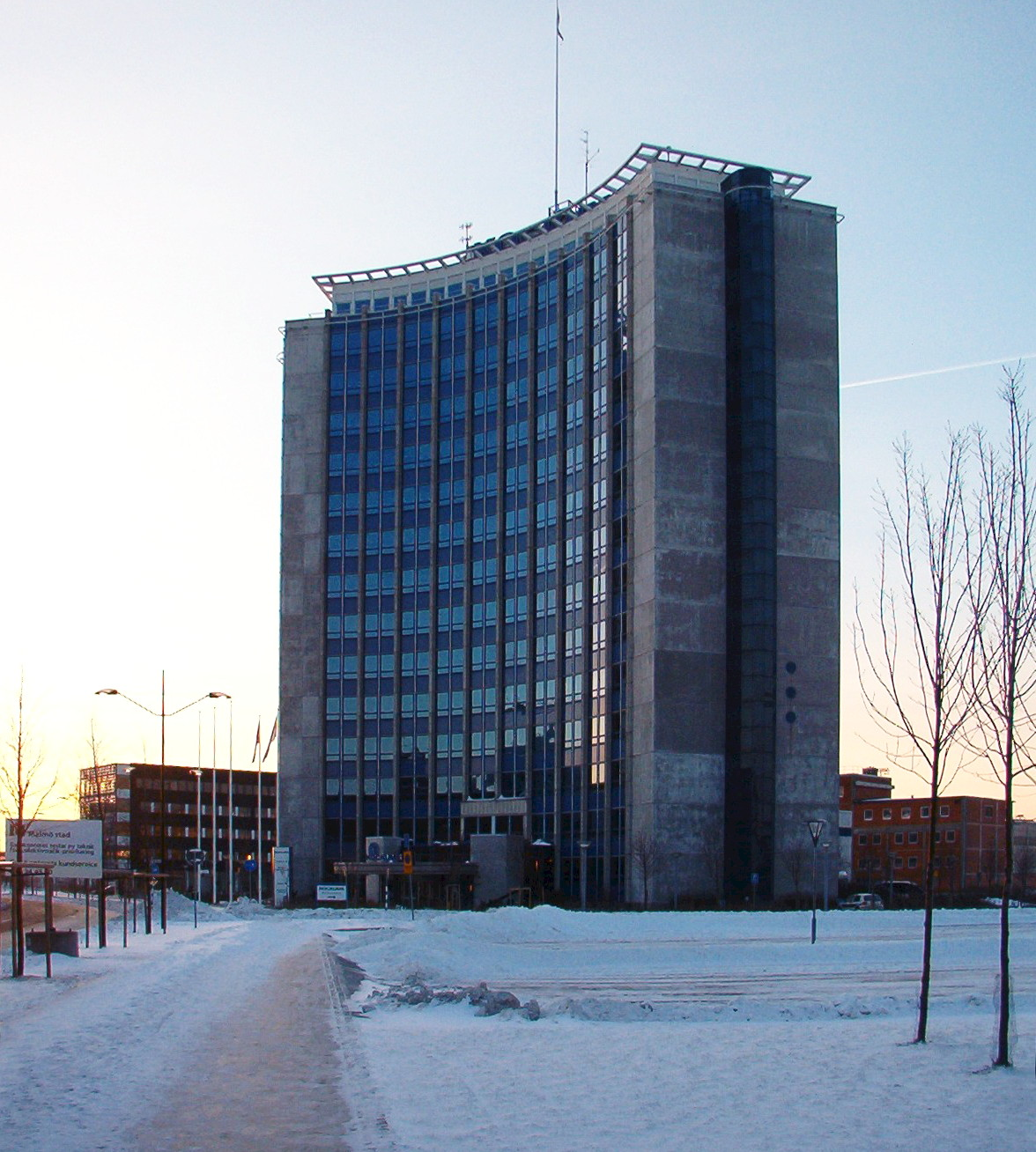
Budynek siedziby stoczni

Saab Kockums, dawniej Kockums AB, ThyssenKrupp Marine Systems (Kockums) – szwedzkie przedsiębiorstwo stoczniowe prowadzące stocznie okrętowe w Malmö, Karlskronie i na wyspie Muskö, wyspecjalizowane w budowie okrętów podwodnych i lekkich nawodnych okrętów uderzeniowych oraz korwet. 
Przedsiębiorstwo zostało założone w 1840 roku. Na początku XXI wieku stało się własnością niemieckiej stoczni Howaldtswerke-Deutsche Werft. 01 czerwca 2013 Kockums AB zmieniła nazwę na ThyssenKrupp Marine Systems (Kockums). W lipcu 2014 roku doszło do przejęcia spółki przez szwedzki koncern SAAB.